# Maison Joseph Drouhin

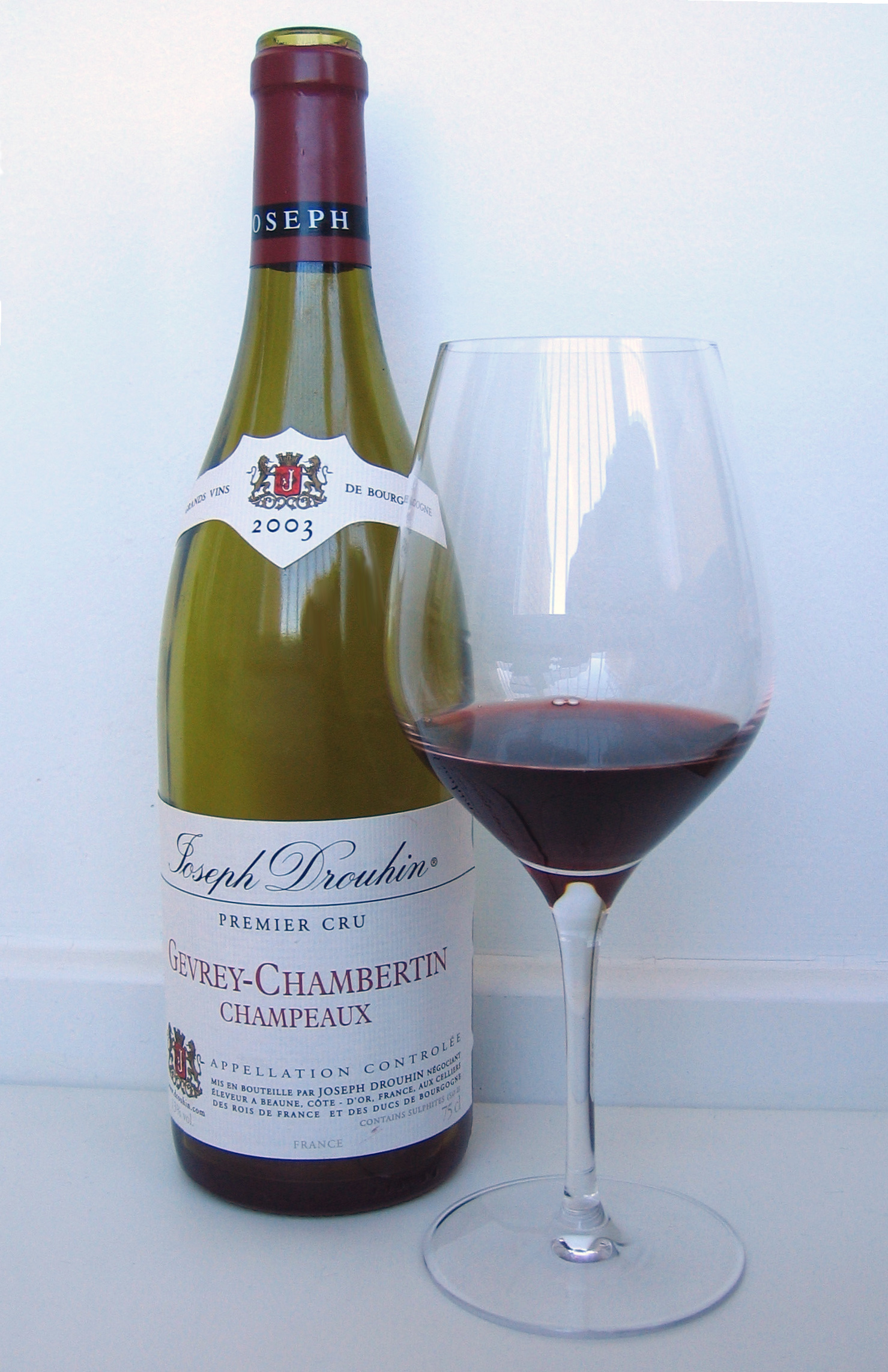
Ein Wein aus dem Haus Joseph Drouhin, ein Premier Cru aus Gevrey-Chambertin.

Maison Joseph Drouhin ist ein von Robert Drouhin geleiteter Familienbetrieb und eines der bekanntesten Weingüter in Burgund. Das Weingut Domaine Joseph Drouhin besitzt Rebflächen im Weinbaugebiet Chablis sowie in den Teilregionen Côte de Nuits und Côte de Beaune und ist mit 73 ha einer der größten Eigentümer im Burgund. Drouhin besitzt auch in den Vereinigten Staaten im Willamette Valley in Oregon ein Weingut. Unter dem Namen Maison Joseph Drouhin betreiben die Urenkel des Firmengründers weiterhin einen Weinhandel und haben das Exklusivrecht an der Vermarktung der Weine des Marquis de Laguiche. Die Weine werden nach den Regeln der Biologisch-dynamischen Landwirtschaft erzeugt.
Die Familie Drouhin ist Mitglied der Vereinigung Primum Familiae Vini.

## Geschichte
Im Jahr 1880 übernahm Joseph Drouhin in der Stadt Beaune ein im Jahr 1756 gegründetes Weinhandelshaus. Nach der Rückkehr vom Krieg übernahm sein Sohn Maurice Drouhin die Geschicke des Handelshauses. Er richtete die Qualitätspolitik des Hauses in Richtung hochklassiger Produkte aus und kaufte freiwerdende Rebparzellen, die durch die Reblauskatastrophe und die nachfolgenden Pilzkrankheiten (Echter Mehltau, Falscher Mehltau) zu sehr niedrigen Preisen veräußert wurden. Sein erster Kauf waren einige Hektar in der Premier Cru Lage Clos-des-Mouches. Es folgten weitere Parzellen in der unmittelbaren Umgebung von Beaune.
Erst in den weinwirtschaftlich schwierigen 1930er Jahren erwarb Drouhin eine größere Parzelle in der Grand Cru Lage Clos de Vougeot. Robert Drouhin wurde im Jahr 1933 geboren. Er musste nach dem frühen Tod seines Vaters ohne önologische Ausbildung das Familienunternehmen im Jahr 1957 übernehmen. Er investierte in weitere Grand Cru Lagen und errichtete ab 1968 in Chablis ein weiteres Standbein.
Im Jahr 1988 wurde für 10 Millionen Dollar die Domaine Drouhin Oregon (DDO) in den Vereinigten Staaten errichtet. Dort konzentriert man sich genau wie im Burgund auf Weine der Rebsorten Chardonnay und Pinot Noir. Geleitet wird das Unternehmen von Veronique Drouhin-Boss, Tochter von Robert.
Seit dem Jahr 2003 führt Fréderic Drouhin das Tagesgeschäft, während Philippe für die Weinbereitung verantwortlich zeichnet.

## Weinlagen
Drouhin besitzt Flächen in den Grand Cru Lagen Clos de Bèze (0,12 ha) und Griottes-Chambertin (0,53 ha), Bonnes-Mares (0,23 ha), Le Musigny (0,67 ha), Grand Échezeaux (0,47 ha), Échezeaux (0,41 ha), Clos de Vougeot (0,91 ha), Corton (0,29 ha), Corton-Charlemagne (0,34 ha) und Bâtard-Montrachet (0,09 ha).

### Clos des Mouches
Beaune Clos des Mouches Joseph Drouhin ist eine Premier Cru Lage, die Maurice Drouhin in den 1920er Jahren in seinen Besitz brachte. Er kaufte insgesamt 41 Parzellen von 8 verschiedenen Eigentümern. Heute besitzt Drouhin in der insgesamt 25,18 ha großen Lage 6,75 Hektar die sowohl mit Chardonnay als auch Pinot Noir bestockt sind.
Der Weißwein des Jahres 1973 war Teilnehmer der legendären Weinjury von Paris im Jahr 1976. Das für die Franzosen demütigende Resultat dieser Weinprobe führte unter anderem zum Entschluss auch in den Vereinigten Staaten zu investieren.